# Drymoluber
Drymoluber är ett släkte av ormar. Drymoluber ingår i familjen snokar.
Släktets arter är med en längd över 1,5 meter stora och smala. De förekommer från södra Texas över Centralamerika till Sydamerika (Peru) och kan anpassa sig till olika habitat. Individerna jagar främst ödlor. Honor lägger ägg.
Arter enligt Catalogue of Life och The Reptile Database:
- Drymoluber apurimacensis
- Drymoluber brazili
- Drymoluber dichrous